# Jurgen Wielart
Jurgen Wielart (17 januari 1992) is een Nederlandse atleet, die zich heeft toegelegd op de sprint en de middellange afstand. Hij werd tweemaal Nederlands kampioen, eenmaal op de 400 m en eenmaal op de 800 m.

## Geschiedenis
Wielart werd op achtjarige leeftijd lid van de atletiek, waarvoor hij schaatser was. Van 2000 tot 2009 beoefende hij de sport als een hobby, maar toen hij in 2009 op 17-jarige leeftijd vijfde eindigde op het NK-junioren, begon hij zijn hobby serieus te nemen. Voordat Jurgen de 800 meter rende, hield hij zich eerst bezig met de 4x400 meter, waarvan hij in 2011 op 19-jarige leeftijd voor nationaal belang meedeed. In 2015 kwam Jurgens carrière bijna stil te liggen door een blessure aan zijn pees.

## Privé
Jurgen Wielart is de zoon van meervoudig Nederlands kampioen en voormalig recordhouder hoogspringen Ruud Wielart, die hem ook als trainer begeleidt.

## Nederlandse kampioenschappen
Outdoor
| Onderdeel | Jaar |
| --------- | ---- |
| 400 m     | 2013 |
| 800 m     | 2018 |

## Persoonlijke records
Outdoor
| Onderdeel | Prestatie | Datum           | Plaats    |
| --------- | --------- | --------------- | --------- |
| 300 m     | 33,28     | 9 augustus 2013 | Utrecht   |
| 400 m     | 45,83     | 21 juli 2013    | Amsterdam |
| 600 m     | 1.17,54   | 27 maart 2022   | Haarlem   |
| 800 m     | 1.45,96   | 17 juli 2021    | Ninove    |
| 1000 m    | 2.23,48   | 7 mei 2022      | Lisse     |

Indoor
| Onderdeel | Prestatie | Datum           | Plaats    |
| --------- | --------- | --------------- | --------- |
| 400 m     | 48,20     | 5 januari 2013  | Apeldoorn |
| 800 m     | 1.47,02   | 29 januari 2022 | Apeldoorn |

## Palmares

### 400 m
- 2011:  NK – 47,58 s
- 2012: 4e NK – 47,47 s (in serie 47,34 s)
- 2013:  NK – 45,83 s
- 2016: 6e NK – 47,44 s

### 800 m
- 2017: 4e NK – 1.50,55
- 2018:  NK – 1.51,26
- 2019:  NK – 1.54,99
- 2020:  NK – 1.50,80
- 2021:  NK indoor – 1.48,16
- 2021: 6e in serie EK indoor - 1.50,65
- 2021:  NK – 1.51,81
- 2022:  NK indoor – 1.50,25
- 2022: 4e NK – 1.48,44
- 2023: 4e NK indoor – 1.52,72
- 2023: 4e NK – 1.47,88